# Tetreuaresta obscuriventris
Tetreuaresta obscuriventris är en tvåvingeart som först beskrevs av Friedrich Hermann Loew 1873.  Tetreuaresta obscuriventris ingår i släktet Tetreuaresta och familjen borrflugor. Inga underarter finns listade i Catalogue of Life.